# Creve Coeur (Illinois)
Pour les articles homonymes, voir Crèvecœur.
Creve Coeur est un village américain du comté de Tazewell, dans l'État de l'Illinois, dans la banlieue sud de Peoria.
Le bureau du recensement des États-Unis indique pour Creve Coeur une superficie de 11,04 km2. Le village est incorporé le 25 juillet 1921. 
Son nom provient de l'époque de la Nouvelle-France et de la Louisiane française, où s'élevait à cet endroit le fort Crèvecœur.

## Démographie
Lors du recensement de 2010, le village comptait une population de 5 451 habitants.

## Source
- (en) Cet article est partiellement ou en totalité issu de l’article de Wikipédia en anglais intitulé « Creve Coeur, Illinois » (voir la liste des auteurs).